# Pays de Gex

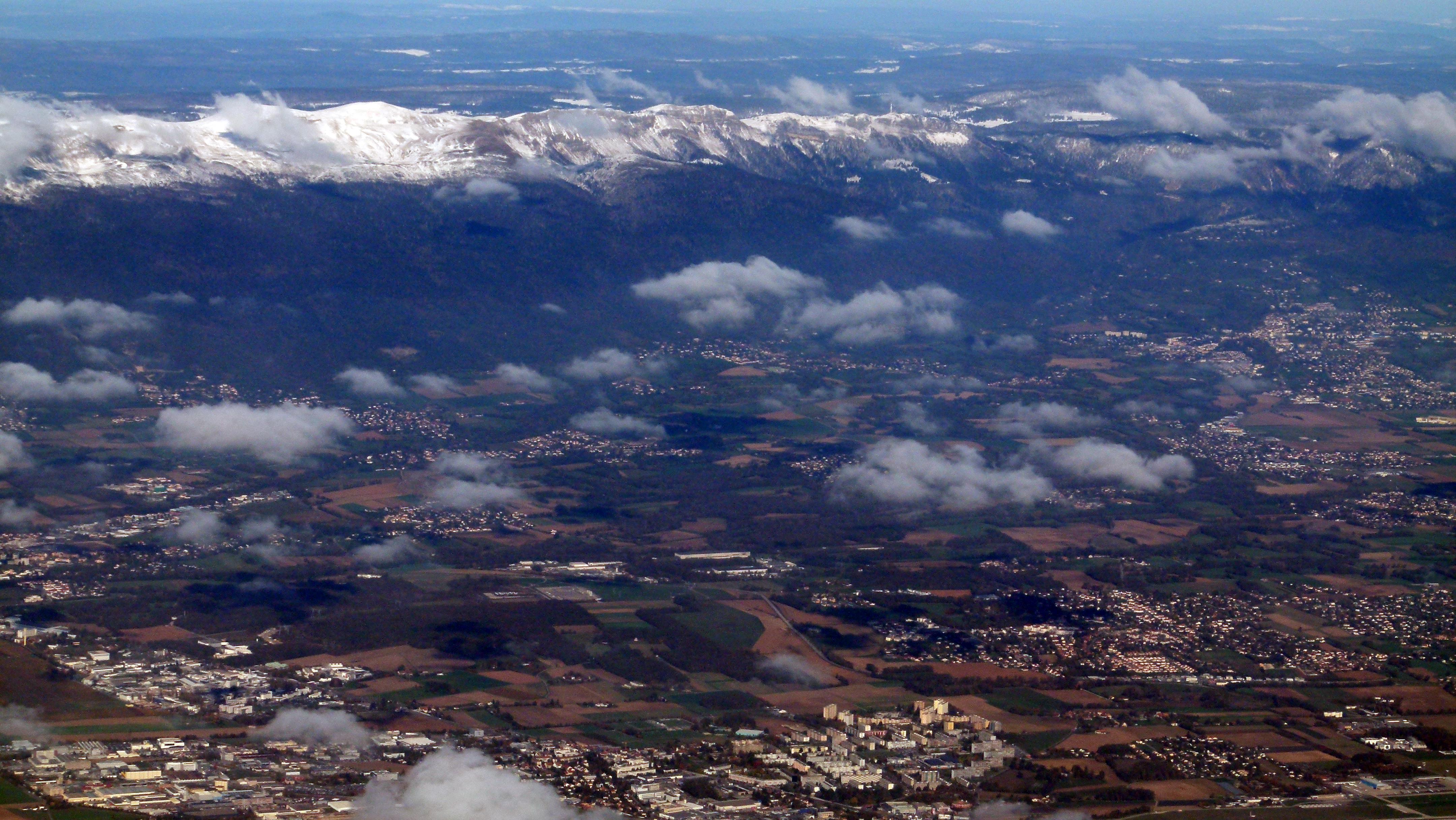
Das Pays de Gex – Blick auf Meyrin, Prévessin-Moëns, Ségny, Cessy, Gex u. a. sowie die erste Jura-Kette vom Flugzeug aus

Das Pays de Gex ist eine Landschaft im Département Ain im Osten Frankreichs, zwischen der ersten Jura-Kette und den Schweizer Kantonen Genf und Waadt. Es ist nach dem Hauptort Gex benannt.

## Geographie
Das Pays de Gex erstreckt sich dem Jurasüdfuss entlang von Divonne-les-Bains westlich von Nyon bis nach Collonges und Pougny an der Rhone ganz im Süden. Es umfasst in der Communauté de communes du Pays de Gex 27 Gemeinden.
Mit dem Crêt de la Neige (1720 m ü. M.) liegt der höchste Juragipfel in der Landschaft von Gex, und der Bergrücken des Grand Crêt d’Eau bildet den südlichen Abschluss des ganzen Juragebirges. Die Berglandschaft ohne die größeren französischen Ortschaften am Jurasüdfuss gehört zum Gebiet des Regionalen Naturparks Haut-Jura. Von der Stadt Gex aus führt eine Passstraße beim Col de la Faucille (1320 m ü. M.) über die hohe Jurakette nach Mijoux. Von den Jurahängen fließen als wichtigere Gewässer die Versoix und der Allondon durch das Pays de Gex und den Kanton Genf zum Genfersee bzw. in die Rhone.
Die Eisenbahnlinie vom Bahnhof Genf nach Lyon führt der Rhone entlang durch das Pays de Gex und die Juraklus von Collonges.

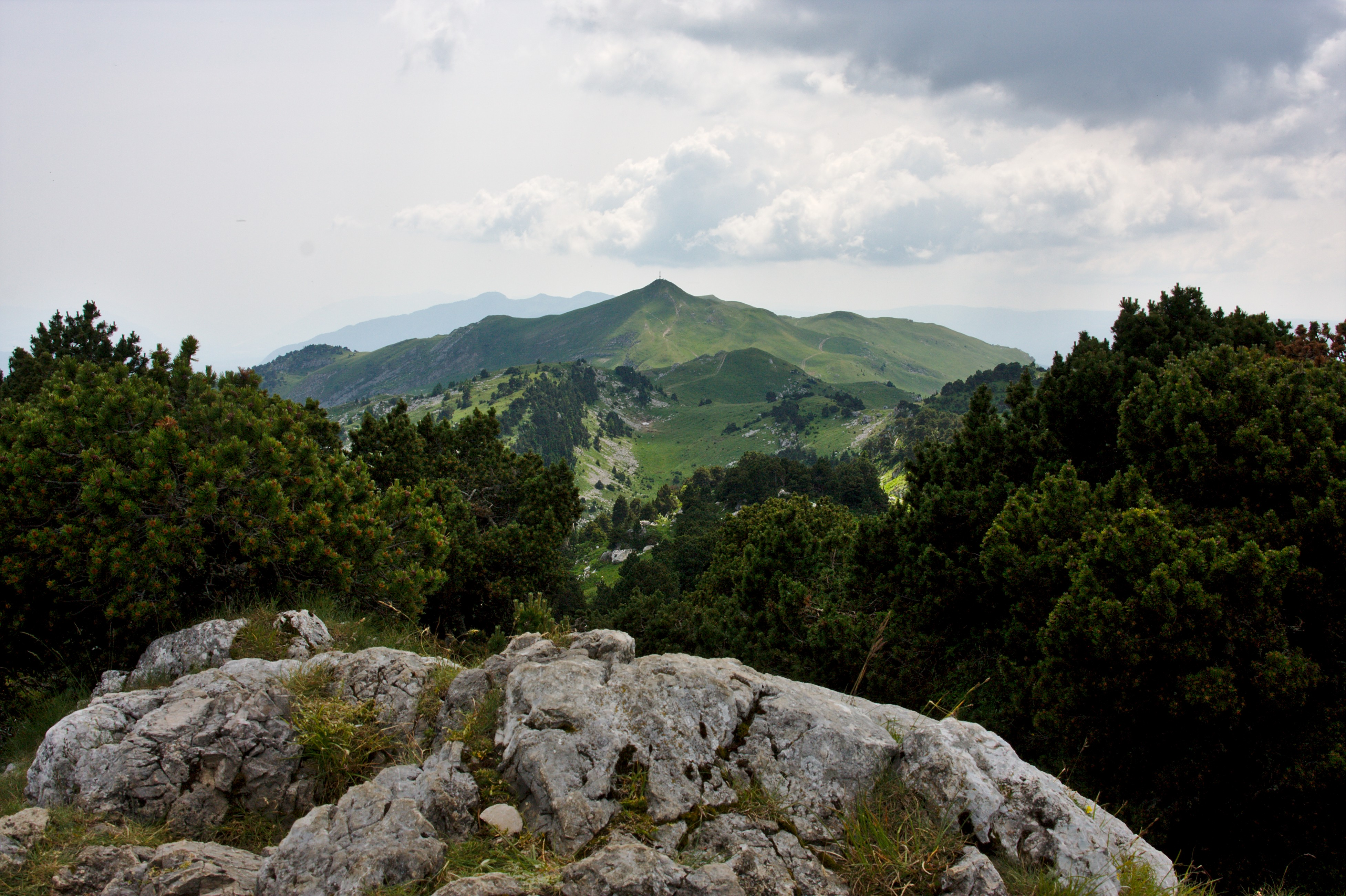
Berglandschaft beim Crêt de la Neige
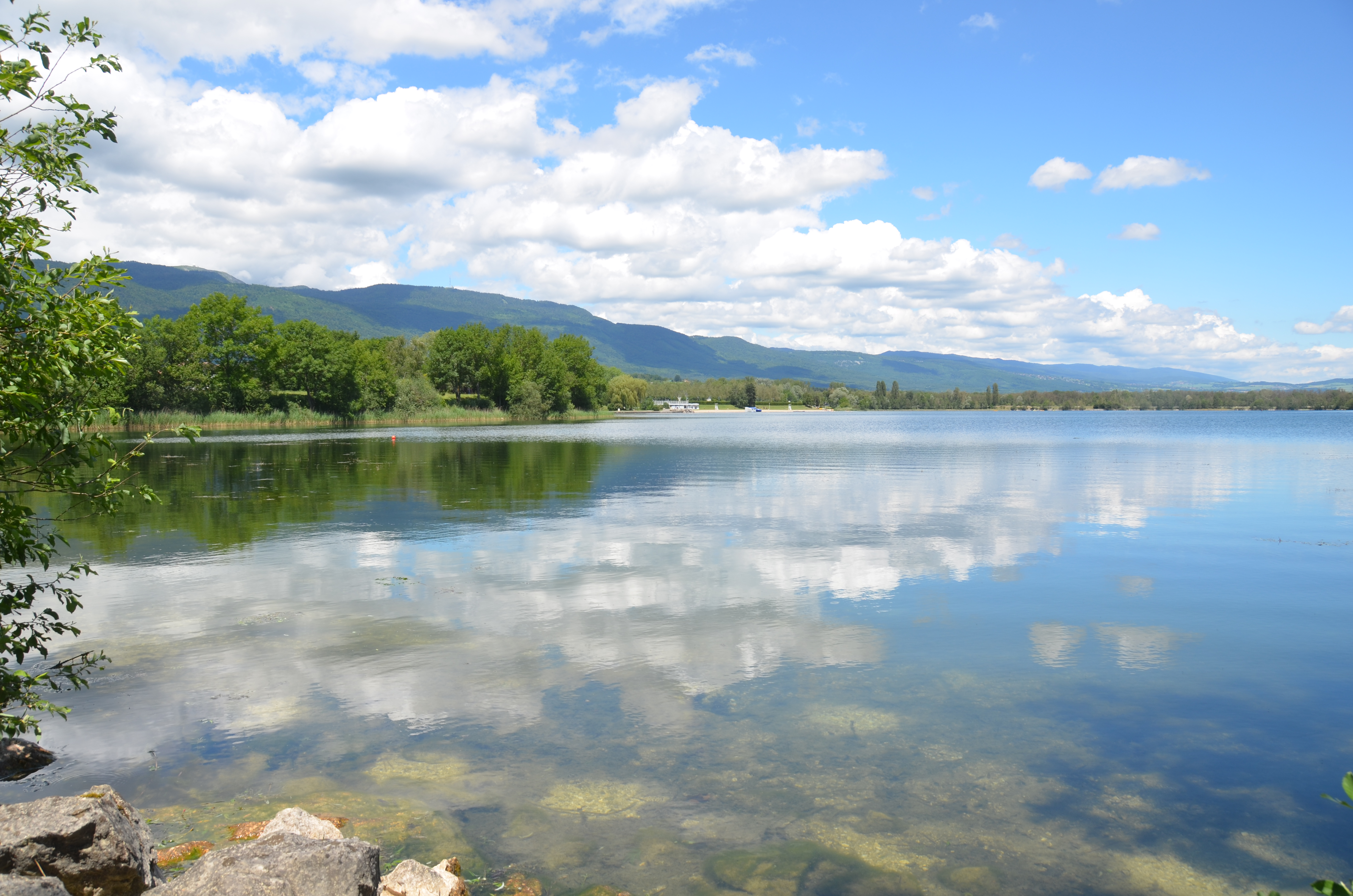
Der See von Divonne-les-Bains
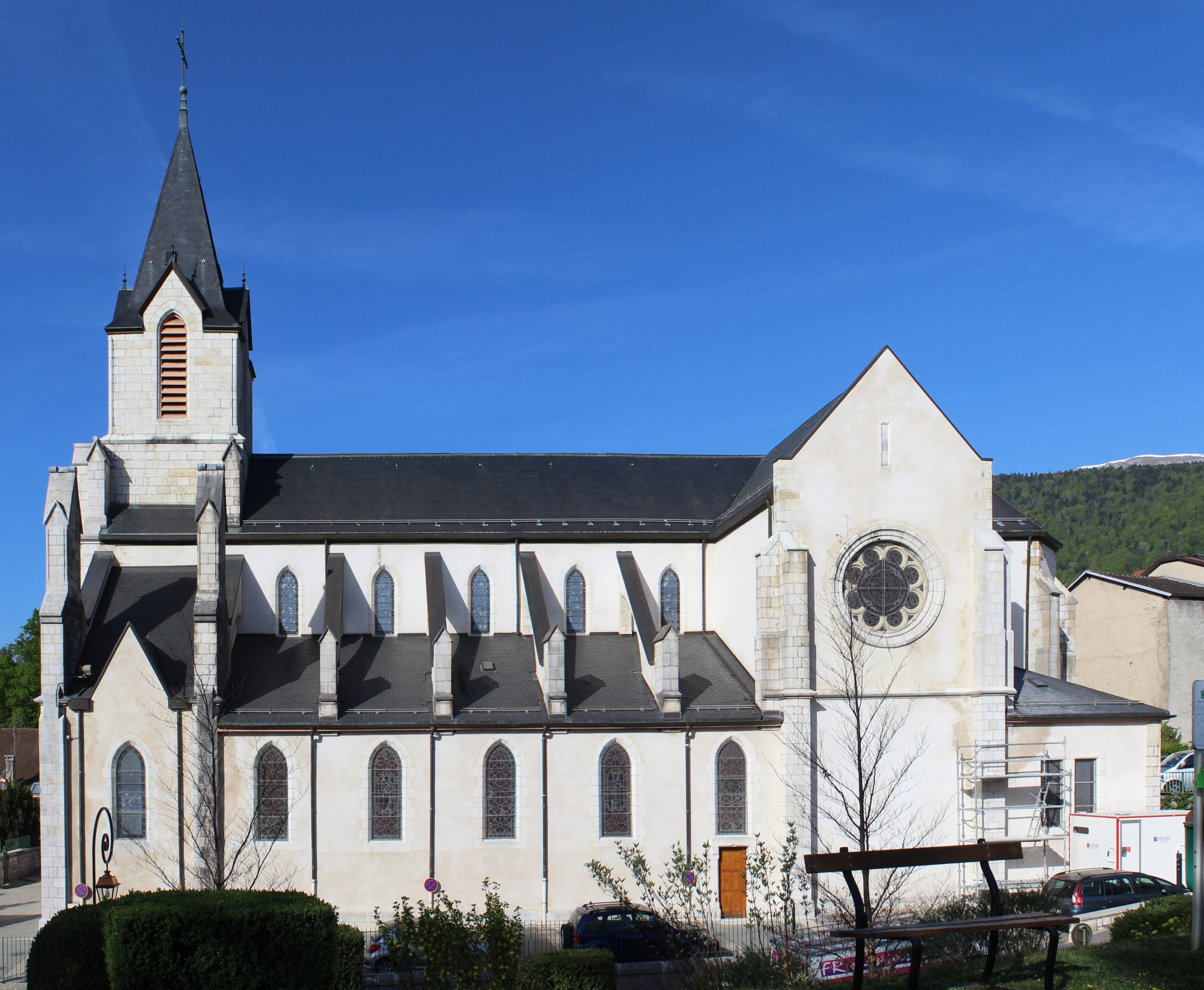
Kirche St Pierre in Gex
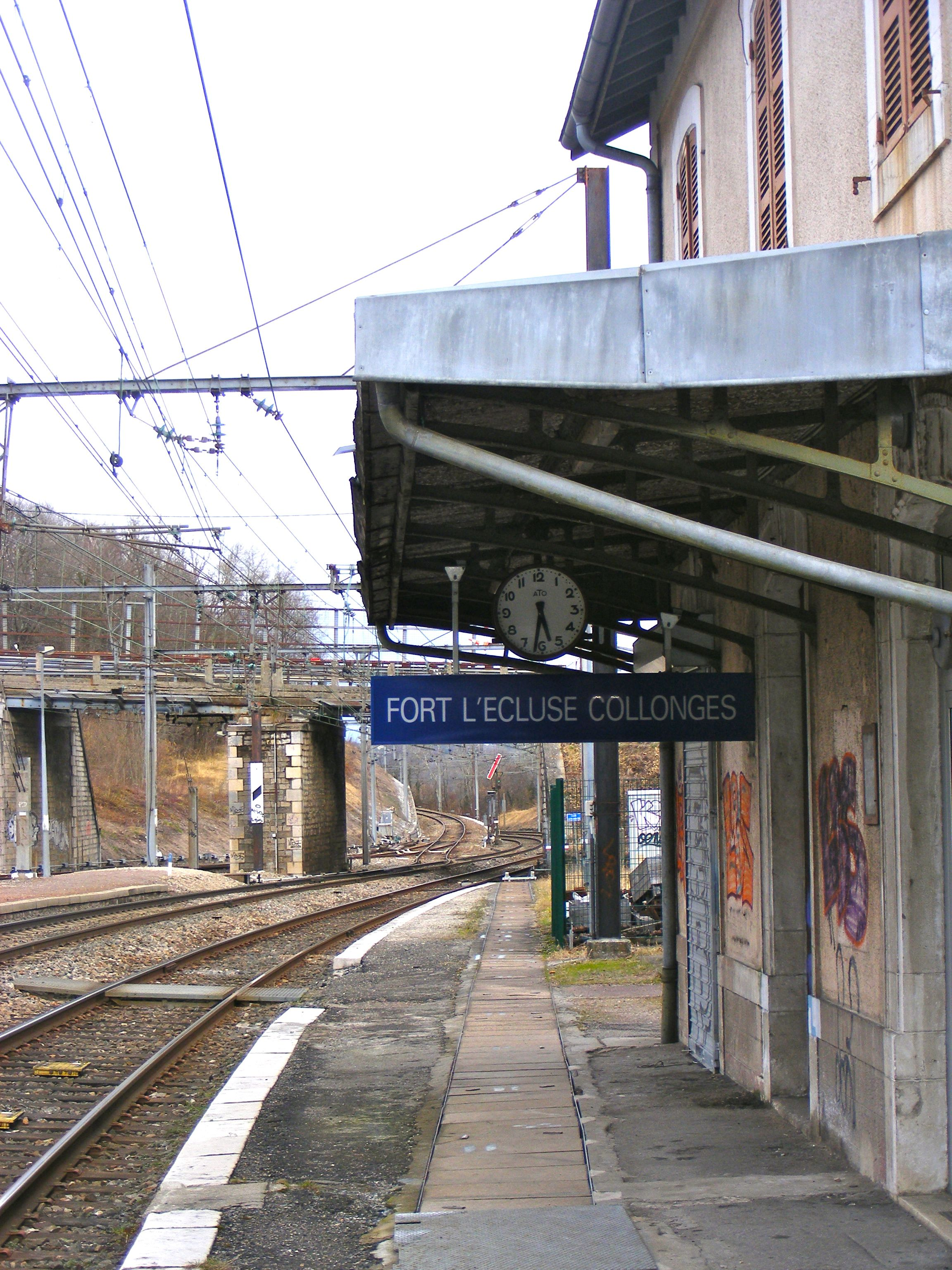
Bahnhof bei der Festung L’Ecluse, Collonges

## Geschichte
Das Gebiet vom Jura bis zum Genfersee gehörte im Mittelalter zur Grafschaft Genf und war als Paragium an Verwandte des Grafengeschlechts vergeben. 1353 eroberten die Herzöge von Savoyen das Land und ließen es als Kastlanei verwalten.
Im Zuge der Eroberung der Waadt durch Bern und Freiburg kam 1536 das Pays de Gex an Bern und wurde für eine kurze Zeit eine welschberner Landvogtei. Mit dem Lausanner Vertrag von 1564 erhielt Savoyen das Gebiet zurück, unter Garantie des von Bern eingeführten reformierten Glaubens. 1589/90 besetzte die Stadt Genf die Herrschaft Gex und behielt sie auch nach dem Ende des Krieges mit Savoyen in ihrem Besitz.
1601 trat Savoyen Gex im Vertrag von Lyon an Frankreich ab, das nun die Stadt Genf dazu zwang, sich aus dem Gebiet zurückzuziehen. Der reformierte Glauben wurde danach von Frankreich zuerst durch missionarische Maßnahmen bekämpft und schließlich 1662/85 ganz unterdrückt. Gex wurde von der französischen Verwaltung bis 1789 der Provinz Burgund zugerechnet.
Durch den Zweiten Pariser Frieden 1815 wurden 6 Gemeinden des Pays de Gex dem Kanton Genf zugeschlagen, um Genf mit einer Landverbindung zur Schweiz auszustatten. Es handelt sich um die Gemeinden Collex-Bossy (mit Bellevue GE), Le Grand-Saconnex, Meyrin, Pregny-Chambésy, Vernier und Versoix.
Das moderne Pays de Gex entspricht etwa dem Arrondissement Gex. Die Wirtschaft ist stark mit der benachbarten Schweiz und der Metropolregion Genf-Lausanne, auf Französisch Métropole lémanique, verbunden. Die grenznahen Gemeinden gehören zur Genfer Großagglomeration und zählen viele Grenzgänger. Das Kernforschungszentrum CERN und der Flughafen Genf liegen teilweise im Pays de Gex.